# Backwoods Barbie
Backwoods Barbie (en español Barbie de montaña) es el cuadragésimo álbum de estudio de la cantante y actriz Dolly Parton, puesto a la venta en 2008.
En este nuevo álbum la artista vuelve al country tras haber pasado un período de ostracismo debido a que no contaba con el apoyo de las radios de este estilo, una etapa que cubrió brillantemente con tres trabajos de bluegrass. En la portada de su disco se la puede ver sentada en plan sexy en la parte de atrás de una camioneta cubierta de heno, toda una fantasía para algunos y quizás un aviso para el público de que ha vuelto a sus orígenes. 

## Información del álbum
"Better Get to Livin'" fue el primer sencillo del álbum, lanzado en las radios country en septiembre de 2007. A fines de este mes la artista lo interpretó en el programa televisivo Dancing with the Stars. Esta canción llegó al puesto #48 de la lista Hot Country Songs de Billboard.
El segundo sencillo fue "Jesus & Gravity", el cual llegó a la posición #56 de las listas country. A este tema, Parton lo interpretó en la séptima temporada del programa American Idol. El video musical de "Jesus & Gravity", al igual que el de "Better Get to Livin'", fue dirigido por Steven "Flip" Lippman. El tercer single fue "Shinola", tema musical que ni siquiera entró en las listas de popularidad. El video musical contenía secuencias de sus actuaciones en la ciudad de Londres, conciertos que formaron parte de  su gira The Backwoods Barbie Tour.
Los últimos sencillos de esta producción fueron "She Drives Me Crazy", el cual fue sólo lanzado en las estaciones rediales del género Adult Contemporary, alcanzando el puesto #35; y "Backwoods Barbie", que también fue incluido en el repertorio del musical 9 to 5:The Musical, compuesto por Dolly.